# دی‌کلرید پولونیوم
دی‌کلرید پولونیوم (به انگلیسی: Polonium dichloride) با فرمول شیمیایی PoCl۲ یک ترکیب شیمیایی است. که جرم مولی آن 279.91 g mol−۱ می‌باشد. 